# Torben Schou
Torben Schou er en dansk tv-vært, der er ansat på TV-Avisen på DR1. Ved siden af har han tilrettelagt af serien Verdens vildeste..., der blev sendt i foråret 2011. I disse har han været på jagt efter de vildeste oplevelser, blandt andet verdens hurtigste rutsjebane.